# Bologna Football Club 1981-1982
Questa voce raccoglie le informazioni riguardanti il Bologna Football Club nelle competizioni ufficiali della stagione 1981-1982.

## Stagione
Dopo le gioie della stagione scorsa, con il settimo posto ottenuto dalla squadra allenata da Gigi Radice, nonostante l'handicap di 5 punti di penalità, la stagione 1981-1982 ha visto retrocedere per la prima volta il Bologna in Serie B. E quindi dover abbandonare il prestigioso e ristretto gruppo di squadre italiane mai retrocesse, che allora comprendevano solo Juventus ed Inter.
Dopo la decisione di Gigi Radice di trasferirsi al Milan, il presidente Tommaso Fabbretti affida il Bologna a Tarcisio Burgnich. Ma per la squadra felsinea è stato un difficile inizio di stagione, in Coppa Italia subito estromessa nel settimo girone di qualificazione, che ha promosso ai sedicesimi la Reggiana, in campionato la prima vittoria che arriva dopo sei giornate (1-0) all'Avellino. Il 4 ottobre a Como (2-2) il giovane diciassettenne jesino Roberto Mancini realizza la sua prima rete in Serie A, ne realizza 9 nel torneo, unica soddisfazione di questa amara stagione.
La batosta subita a Cesena (4-1) costa la panchina a Burgnich, sostituito da Franco Liguori, con lui arriva una leggera ripresa, che precede la caduta finale. L'atto decisivo arriva il 16 maggio 1982 al Del Duca di Ascoli (2-1) dopo essere per primi passati in vantaggio. Con Como e Bologna è retrocesso per la prima volta sul campo anche il Milan, dopo il declassamento subito due anni prima a tavolino per il calcio scommesse.

## Divise e sponsor

Il giovane Roberto Mancini, promosso dal vivaio e assurto a rivelazione della stagione, qui con indosso la seconda divisa bolognese.

Lo sponsor tecnico per la stagione 1981-82 fu Tepa Sport, mentre lo sponsor ufficiale fu Cucine Febal.
| Casa | Trasferta | 1ª portiere | 2ª portiere |

## Organigramma societario
Area direttiva
- Presidente: Tommaso Fabbretti
- Segretario: Gianluigi Farnè

Area tecnica
- Direttore sportivo: Paolo Borea
- Allenatore: Tarcisio Burgnich, poi dal 15 marzo Francesco Liguori

Area sanitaria
- Medico sociale: Giampaolo Dalmastri
- Massaggiatore: Romano Carati

## Rosa
| N. |                   | Ruolo | Calciatore        |
| -- | ----------------- | ----- | ----------------- |
|    | Italia (bandiera) | P     | Oriano Boschin    |
|    | Italia (bandiera) | P     | Giuseppe Zinetti  |
|    | Italia (bandiera) | D     | Corrado Benedetti |
|    | Italia (bandiera) | D     | Giorgio Carrera   |
|    | Italia (bandiera) | D     | Marco Cecilli     |
|    | Italia (bandiera) | D     | Luciano Cilona    |
|    | Italia (bandiera) | D     | Franco Fabbri     |
|    | Italia (bandiera) | D     | Roberto Mozzini   |
|    | Italia (bandiera) | D     | Renato Sali       |
|    | Italia (bandiera) | D     | Fulvio Zuccheri   |
|    | Italia (bandiera) | C     | Franco Baldini    |

| N. |                           | Ruolo | Calciatore                |
| -- | ------------------------- | ----- | ------------------------- |
|    | Italia (bandiera)         | C     | Franco Colomba (Capitano) |
|    | Italia (bandiera)         | C     | Alviero Chiorri           |
|    | San Marino (bandiera)     | C     | Marco Macina              |
|    | Italia (bandiera)         | C     | Marco Marocchi            |
|    | Germania Ovest (bandiera) | C     | Herbert Neumann           |
|    | Italia (bandiera)         | C     | Adelmo Paris              |
|    | Italia (bandiera)         | C     | Danilo Pileggi            |
|    | Italia (bandiera)         | C     | Tullio Tinti              |
|    | Italia (bandiera)         | A     | Stefano Chiodi            |
|    | Italia (bandiera)         | A     | Giuliano Fiorini          |
|    | Italia (bandiera)         | A     | Roberto Mancini           |

## Risultati

### Serie A

#### Girone di andata
| Arbitro: | Pieri (Genova) |

|             |           |             |
| Chiorri 55’ | Marcatori | 20’ Bellini |

| Arbitro: | Mattei (Macerata) |

|               |           |  |
| P. Pulici 78’ | Marcatori |  |

| Bologna 27 settembre 1981 3ª giornata | Bologna       | 0 – 0 | Catanzaro | Stadio Comunale\| Arbitro: \| Redini (Pisa) \| |
| Arbitro:                              | Redini (Pisa) |       |           |                                                |

| Arbitro: | Paparesta (Bari) |

|                                     |           |                            |
| Nicoletti 15’ G. De Rosa 68’ (rig.) | Marcatori | 74’ Pileggi 78’ R. Mancini |

| Bologna 11 ottobre 1981 5ª giornata | Bologna          | 0 – 0 | Milan | Stadio Comunale\| Arbitro: \| Benedetti (Roma) \| |
| Arbitro:                            | Benedetti (Roma) |       |       |                                                   |

| Arbitro: | Agnolin (Bassano del Grappa) |

|  |           |           |
|  | Marcatori | 8’ Chiodi |

| Bologna 1º novembre 1981 7ª giornata | Bologna             | 0 – 0 | Cesena | Stadio Comunale\| Arbitro: \| Lo Bello (Siracusa) \| |
| Arbitro:                             | Lo Bello (Siracusa) |       |        |                                                      |

| Arbitro: | Milan (Treviso) |

|                              |           |                |
| Pruzzo 45’, 90’ B. Conti 68’ | Marcatori | 53’ R. Mancini |

| Arbitro: | D'Elia (Salerno) |

|                        |           |  |
| Virdis 17’ Cabrini 48’ | Marcatori |  |

| Arbitro: | Casarin (Milano) |

|                      |           |                             |
| C. Benedetti 5’, 22’ | Marcatori | 10’ Damiani 59’ Bruscolotti |

| Arbitro: | Mattei (Macerata) |

|  |           |                    |
|  | Marcatori | 1’ Pecci 68’ Miani |

| Arbitro: | Lops (Torino) |

|                      |           |                            |
| Causio 63’ Orazi 83’ | Marcatori | 58’ R. Mancini 69’ Neumann |

| Arbitro: | Benedetti (Roma) |

|                |           |                |
| R. Mancini 57’ | Marcatori | 43’ Briaschi I |

| Arbitro: | Pieri (Genova) |

|                           |           |             |
| Bergomi 34’ Altobelli 76’ | Marcatori | 79’ Fiorini |

| Arbitro: | D'Elia (Salerno) |

|                            |           |               |
| Pileggi 54’ R. Mancini 60’ | Marcatori | 9’ Mandorlini |

#### Girone di ritorno
| Arbitro: | Ballerini (La Spezia) |

|                   |           |                            |
| Osellame 68’, 75’ | Marcatori | 36’ Chiorri 80’ R. Mancini |

| Bologna 31 gennaio 1982 17ª giornata | Bologna             | 0 – 0 | Torino | Stadio Comunale\| Arbitro: \| Menicucci (Firenze) \| |
| Arbitro:                             | Menicucci (Firenze) |       |        |                                                      |

| Arbitro: | Agnolin (Bassano del Grappa) |

|            |           |  |
| Sabato 11’ | Marcatori |  |

| Arbitro: | Pairetto (Torino) |

|             |           |  |
| Colomba 46’ | Marcatori |  |

| Arbitro: | Lo Bello (Siracusa) |

|                                |           |             |
| A. Moro 32’ Buriani 65’ (rig.) | Marcatori | 63’ Chiorri |

| Arbitro: | Mattei (Macerata) |

|                |           |  |
| R. Mancini 76’ | Marcatori |  |

| Arbitro: | Menegali (Roma) |

|                                    |           |            |
| Garlini 9’, 82’, 87’ Schachner 26’ | Marcatori | 72’ Fabbri |

| Arbitro: | Bergamo (Livorno) |

|                            |           |  |
| Fiorini 20’ R. Mancini 48’ | Marcatori |  |

| Bologna 28 marzo 1982 24ª giornata | Bologna              | 0 – 0 | Juventus | Stadio Comunale\| Arbitro: \| Barbaresco (Cormons) \| |
| Arbitro:                           | Barbaresco (Cormons) |       |          |                                                       |

| Arbitro: | Agnolin (Bassano del Grappa) |

|                                   |           |  |
| Bruscolotti 44’ Fabbri 52’ (aut.) | Marcatori |  |

| Arbitro: | Menicucci (Firenze) |

|                 |           |  |
| F. Graziani 51’ | Marcatori |  |

| Arbitro: | Mattei (Macerata) |

|  |           |                        |
|  | Marcatori | 27’ Gerolin 55’ Causio |

| Arbitro: | Barbaresco (Cormons) |

|          |           |  |
| Boito 9’ | Marcatori |  |

| Arbitro: | Menicucci (Firenze) |

|                                 |           |          |
| Fiorini 19’, 25’ R. Mancini 75’ | Marcatori | 8’ Centi |

| Arbitro: | Longhi (Roma) |

|                       |           |             |
| Torrisi 70’ Greco 90’ | Marcatori | 12’ Mozzini |

### Coppa Italia

#### Settimo girone
| Arbitro: | Lo Bello (Siracusa) |

|                     |           |                  |
| Ferretti 36’ (rig.) | Marcatori | 40’ (rig.) Paris |

| Arbitro: | Pieri (Genova) |

|             |           |  |
| Orlando 27’ | Marcatori |  |

| 30 agosto 1981 3ª giornata |  | – Turno riposo Bologna |  |  |

| Arbitro: | Magni (Bergamo) |

|             |           |  |
| Fiorini 15’ | Marcatori |  |

| Arbitro: | Paparesta (Bari) |

|                         |           |                                 |
| Marocchi 20’ Chiodi 22’ | Marcatori | 45’ Zandoli 76’ S. Trevisanello |

## Statistiche

### Statistiche di squadra
| Competizione | Punti | In casa | In casa | In casa | In casa | In casa | In casa | In trasferta | In trasferta | In trasferta | In trasferta | In trasferta | In trasferta | Totale | Totale | Totale | Totale | Totale | Totale | DR  |
| Competizione | Punti | G       | V       | N       | P       | Gf      | Gs      | G            | V            | N            | P            | Gf           | Gs           | G      | V      | N      | P      | Gf     | Gs     | DR  |
| ------------ | ----- | ------- | ------- | ------- | ------- | ------- | ------- | ------------ | ------------ | ------------ | ------------ | ------------ | ------------ | ------ | ------ | ------ | ------ | ------ | ------ | --- |
| Serie A      | 23    | 15      | 5       | 8       | 2       | 13      | 10      | 15           | 1            | 3            | 11           | 12           | 27           | 30     | 6      | 11     | 13     | 25     | 37     | -12 |
| Coppa Italia |       | 2       | 1       | 1       | 0       | 3       | 2       | 4            | 0            | 1            | 1            | 1            | 2            | 2      | 1      | 2      | 1      | 4      | 4      | 0   |
| Totale       |       | 17      | 6       | 9       | 2       | 16      | 12      | 17           | 1            | 4            | 12           | 13           | 29           | 38     | 7      | 13     | 14     | 29     | 41     | -12 |

### Statistiche dei giocatori[7]
| Giocatore    | Serie A  | Serie A | Serie A     | Serie A    | Coppa Italia | Coppa Italia | Coppa Italia | Coppa Italia | Totale   | Totale | Totale      | Totale     |
| Giocatore    | Presenze | Reti    | Ammonizioni | Espulsioni | Presenze     | Reti         | Ammonizioni  | Espulsioni   | Presenze | Reti   | Ammonizioni | Espulsioni |
| ------------ | -------- | ------- | ----------- | ---------- | ------------ | ------------ | ------------ | ------------ | -------- | ------ | ----------- | ---------- |
| F. Baldini   | 23       | 0       | ?           | ?          | 4            | 0            | ?            | ?            | 27       | 0      | ?           | ?          |
| C. Benedetti | 29       | 2       | ?           | ?          | 3            | 0            | ?            | ?            | 32       | 2      | ?           | ?          |
| O. Boschin   | 5        | -6      | ?           | ?          | -            | -            | -            | -            | 5        | -6     | 0+          | 0+         |
| G. Carrera   | 18       | 0       | ?           | ?          | -            | -            | -            | -            | 18       | 0      | 0+          | 0+         |
| M. Cecilli   | 11       | 0       | ?           | ?          | 3            | 0            | ?            | ?            | 14       | 0      | ?           | ?          |
| S. Chiodi    | 15       | 1       | ?           | ?          | 3            | 1            | ?            | ?            | 18       | 2      | ?           | ?          |
| A. Chiorri   | 13       | 3       | ?           | ?          | 4            | 0            | ?            | ?            | 17       | 3      | ?           | ?          |
| L. Cilona    | 6        | 0       | ?           | ?          | -            | -            | -            | -            | 6        | 0      | 0+          | 0+         |
| F. Colomba   | 26       | 1       | ?           | ?          | 4            | 0            | ?            | ?            | 30       | 1      | ?           | ?          |
| F. Fabbri    | 25       | 1       | ?           | ?          | 4            | 0            | ?            | ?            | 29       | 1      | ?           | ?          |
| G. Fiorini   | 17       | 4       | ?           | ?          | 3            | 1            | ?            | ?            | 20       | 5      | ?           | ?          |
| M. Macina    | 8        | 0       | ?           | ?          | -            | -            | -            | -            | 8        | 0      | 0+          | 0+         |
| R. Mancini   | 30       | 9       | ?           | ?          | 1            | 0            | ?            | ?            | 31       | 9      | ?           | ?          |
| M. Marocchi  | 1        | 0       | ?           | ?          | 4            | 1            | ?            | ?            | 5        | 1      | ?           | ?          |
| R. Mozzini   | 18       | 1       | ?           | ?          | 4            | 0            | ?            | ?            | 22       | 1      | ?           | ?          |
| H. Neumann   | 20       | 1       | ?           | ?          | -            | -            | -            | -            | 20       | 1      | 0+          | 0+         |
| A. Paris     | 28       | 0       | ?           | ?          | 4            | 1            | ?            | ?            | 32       | 1      | ?           | ?          |
| D. Pileggi   | 23       | 2       | ?           | ?          | 3            | 0            | ?            | ?            | 26       | 2      | ?           | ?          |
| R. Sali      | 3        | 0       | ?           | ?          | -            | -            | -            | -            | 3        | 0      | 0+          | 0+         |
| T. Tinti     | 9        | 0       | ?           | ?          | -            | -            | -            | -            | 9        | 0      | 0+          | 0+         |
| G. Zinetti   | 26       | -31     | ?           | ?          | 4            | -4           | ?            | ?            | 30       | -35    | ?           | ?          |
| F. Zuccheri  | 20       | 0       | ?           | ?          | 4            | 0            | ?            | ?            | 24       | 0      | ?           | ?          |